# Arthur Charles Davy Pain
Arthur Charles Davy Pain (* 23. Juni 1901; † 1971 in Devon, England) war ein britischer Gemmologe und Mineraloge.
Pain ging an das Radley College nahe Abingdon und war ab 1922 in Oxford. Er entdeckte im Jahre 1952 in Myanmar das sehr seltene Mineral Painit, welches nach ihm benannt worden ist. Seine Hinterlassenschaften aus Edelsteinen besitzt heute das Natural History Museum.